# Niesodowa sól kuchenna
Niesodowa sól kuchenna (Substytuty soli) to produkty, które mogą być stosowane jako alternatywa do tradycyjnej soli kuchennej. Zwykle charakteryzują się one niską zawartością sodu, by, przy zachowaniu podobnego smaku, zmniejszyć ryzyko wystąpienia chorób układu krążenia związanych z wysokim spożyciem chlorku sodu.
Główną grupę substytutów soli stanowią niesodowe sole kuchenne, czyli przyprawy, których słony smak pochodzi od związków innych niż chlorek sodu. Sole niesodowe pozwalają zmniejszyć dzienne spożycie sodu i ograniczyć niekorzystny wpływ tego pierwiastka na zdrowie. W praktyce, dostępne na rynku produkty są zwykle połączeniem zwykłek soli kuchennej i soli niesodowych.
Przykładami takich substancji są przede wszystkim minerały magnezowo-potasowe:
- karnalit (KMgCl3 x 6H2O)
- kainit (KCl x MgSO4 x 2H2O)
- langbeinit (K2Mg2(SO4)2)
- sylwin (KCl)
- polihalit (K2MgCa2(SO4)4.x 2H20)
- kizeryt (MgSO4.x H2O)

Poza wymienionymi wyżej substancjami, za słony smak mogą być też odpowiedzialne inne związki i minerały lub odpowiednia struktura krystaliczna. Obecność dodatkowych pierwiastków może też skutkować odczuwaniem innych smaków w trakcie konsumpcji. 
Substytuty soli zawierają głównie chlorek potasu (znany również jako sól potasowa), którego toksyczność jest w przybliżeniu równa toksyczności soli kuchennej u zdrowej osoby (LD50 wynosi około 2,5 g / kg lub około 190 g dla osoby o wadze 75 kg). Takim przykładem jest mleczan potasu, substancja powszechnie stosowana do obniżenia poziomu sodu w produktach spożywczych m. in w produktach mięsnych i drobiowych. Warto zauważyć, że zalecana dzienna porcja potasu jest wyższa niż sodu, jednak obecnie przeciętna osoba spożywa mniej potasu niż sodu w danym dniu. Innym zamiennikiem i alternatywą do soli kuchennej mogą być również granulki z wodorostów. 
W związku z niekorzystnym wpływem nadmiernego spożycia sodu na zdrowie sole niesodowe są alternatywą dla soli spożywczych, takich jak sól kuchenna, sól morska czy sól himalajska. Głównym celem stosowania soli niesodowej jest zachowanie słonego smaku potraw przy ograniczeniu spożycia sodu. Z drugiej stron różne choroby i leki mogą zmniejszać wydalanie potasu przez organizm, zwiększając w ten sposób ryzyko potencjalnie śmiertelnej hiperkaliemii. Osoby z niewydolnością nerek, niewydolnością serca lub cukrzycą nie powinny stosować zamienników soli bez konsultacji z lekarzem.
Substancje zawierające dużą ilość potasu mają jednak gorzki posmak, co zdecydowanie pogarsza walory smakowe produktów. Zapewne jest to przyczyna ograniczonego spożywania niesodowej soli kuchennej przez konsumentów. Z tego powodu w sprzedaży można spotkać mieszanki soli niesodowej i zwykłej soli kuchennej (sól niesodowa stanowi zwykle ok. 30% składu). Są one przeznaczone głównie dla osób, które powinny stosować dietę niskosodową. Do tej pory nie opracowano takiej soli, która byłaby zarówno całkowicie pozbawiona sodu, jak i charakteryzowała się dostatecznie słonym smakiem, choć różni producenci usilnie nad tym pracują, również w Polsce.
Z kolei zamienniki soli można dodatkowo wzbogacić niezbędnymi mikroelementami. Tak więc jednocześnie można osiągnąć dodatkowy cel, taki substytut soli może, analogicznie do problemu niedoboru jodu, pomagać niwelować tzw. głód ukryty, czyli niedostateczną podaż niezbędnych mikroskładników, np. niedobór żelaza, jodu, czy innych mikroelementów. Warto nadmienić, iż taka substancja wpisuje się w promowane przez UNICEF, tzw. Superfoods.

## Dieta niskosodowa
Zgodnie z aktualnymi wytycznymi WHO dorośli powinni spożywać mniej niż 2000 mg sodu (czyli ok. 5 gramów tradycyjnej soli kuchennej), a przy tym co najmniej 3510 mg potasu dziennie. Jednak zarówno dorośli, jak i dzieci w Polsce spożywają około dwa razy więcej tradycyjnej soli niż wynoszą zalecenia ekspertów. Instytut Żywności i Żywienia (IŻŻ) od wielu lat prowadzi starania, by ograniczyć spożycie sodu.
Osoby zmagające się z podwyższonym stężeniem sodu lub z niskim poziomem potasu mogą być narażone na nadciśnienie, co zwiększa ryzyko chorób serca i udaru mózgu. Badania obejmujące setki tysięcy ludzi na całym świecie szacują liczbę zgonów, którą można przypisać nadmiernemu spożyciu sodu na co najmniej 1,65 miliona osób rocznie, z czego ok. 17 tysięcy przypada na Polskę. Nadciśnienie tętnicze, udary mózgu, zawały serca, rak żołądka i osteoporoza to tylko niektóre z poważnych skutków zdrowotnych i powikłań wynikających z nadmiernego spożycia tradycyjnej soli (chlorek sodu).

Według prof. dr hab. Mirosława Jarosza, dyrektora IŻŻ:
Dowody naukowe nie pozostawiają żadnych złudzeń. Sól należy do najważniejszych czynników wywołujących nadciśnienie tętnicze, udary mózgu, zawały serca i raka żołądka. Można więc, a nawet trzeba bić na alarm, ostrzegając konsumentów, że sól to wcale nie sprzymierzeniec, lecz cichy i podstępny zabójca.